# Bagdad (gouvernement)
Het gouvernement (provincie) Bagdad (Arabisch: محافظة بغداد , Muḥāfaẓät Baġdād) in Irak omvat de stad Bagdad en het omliggende metropolitane gebied, inclusief Al Mahmudiyah en Abu Ghraib.
De provincie heeft een oppervlakte van 734 km², de kleinste van de 18 provincies van Irak maar wel met de meeste bevolking. In 2003 werd het aantal inwoners op 6.400.400 geschat.